# Hozan Aydin
Hozan Aydin, född 1962 i provinsen Bingöl i turkiska Kurdistan, är en kurdisk artist. Han är i dagsläget bosatt i Berlin, Tyskland.

## Diskografi
- Bêje - 2002
- Stranên Dilê Me-Bilez - 2003
- Şevbuhêrka Dengbêjan 2 - 2005
- Stran Jîyane 1 – "Bavê Min" - 2006
- Stran Jîyane 2 – "Vejîn" - 2008